# Чёрная веерохвостка
Чёрная веерохвостка (лат. Rhipidura atra) — вид воробьиных птиц из семейства веерохвостковых. Как и все веерохвостки отличается длинным хвостом, способным разворачиваться веером. . Выделяют два подвида:
- R. a. atra Salvadori, 1876
- R. a. vulpes Mayr, 1931

## Описание
Длина тела 16-17 см. Вес 11-12 г. Самцы имеют полностью бархатисто-чёрное оперение. Только над глазом проходит очень узкая, едва различимая белая полоска. Самки и молодые особи красновато-коричневые, только центральная пара рулевых перьев полностью чёрная.
Радужные оболочки темно-коричневые, верхняя часть клюва чёрная, а нижняя часть клюва желтая.
R. a. vulpes отличается от основной формы более интенсивным красно-коричневым оперением самки.

## Распространение и среда обитания
Встречается только в высокогорье Новой Гвинеи. Также встречается на Вайгео — самом большом из четырех основных островов архипелага Раджа-Ампат у побережья западной части Новой Гвинеи.
Естественная среда обитания этого вида — субтропические или тропические влажные горные леса. В горных лесах обычно встречается в густом подлеске в лесных зарослях и на опушках. Распространение по высоте колеблется от 1000 до 2150 метров над уровнем моря, изредка встречается ниже (от 700 метров), или, наоборот, выше — до 3200 метров над уровнем моря.
Регионы встречаемости двух подвидов:
- R. a. atra — Вайгео и горы Новой Гвинеи, за исключением гор Циклопа[англ.].
- R. a. vulpes— ареал ограничен горами Циклопа на севере Новой Гвинеи.

## Образ жизни
Чёрная веерохвостка в основном встречается парами. Как и все веерохвостки это насекомоядная птица, часто ловящая свою добычу на лету, а также ищущая ее в листве. Характерное для веерохвосток гнездо чашеобразной формы, иногда с хвостовидным придатком, строится у земли в развилке ветвей. Кладка состоит из одного яйца.
Спектр модуляции при пении достаточно велик. Песня среди прочего, состоит из серии из 10 негромких все более коротких свистов, идущих с повышением высоты звука. Бывает и другой вариант: десять свистков, идущих попеременно с повышением и понижением высоты тона.